# 1.000 metres llisos
Els 1.000 metres llisos són una prova de mig fons de l'atletisme. En ella cal donar 2 voltes i mitja a la pista de 400 metres per tal de completar-la. No és una prova oficial en categories absolutes, però sí en categories de promoció. A Catalunya és oficial a les categories Infantil i Cadet.

## Millors marques mundials

### Marques masculines
- actualitzat a setembre de 2019.[2]

| Ranking | Marca       | Atleta               | Federació    | Data                  | Lloc              | Ref.  |
| ------- | ----------- | -------------------- | ------------ | --------------------- | ----------------- | ----- |
| 1       | 2:11.96     | Noah Ngeny           | Kenya        | 5 de setembre de 1999 | Rieti             |       |
| 2       | 2:12.18     | Sebastian Coe        | Regne Unit   | 11 de juliol de 1981  | Oslo              |       |
| 3       | 2:12.88     | Steve Cram           | Regne Unit   | 9 d'agost de 1985     | Gateshead         |       |
| 4       | 2:13.08     | Taoufik Makhloufi    | Algèria      | 1 de juliol de 2015   | Nancy             |       |
| 5       | 2:13.49     | Ayanleh Souleiman    | Djibouti     | 25 d'agost de 2016    | Lausana           | [ 3 ] |
| 6       | 2:13.56     | Kennedy Kimwetich    | Kenya        | 17 de juliol de 1999  | Niça              |       |
| 7       | 2:13.62     | Abubaker Kaki Khamis | Sudan        | 3 de juliol de 2010   | Eugene            |       |
| 8       | 2:13.73     | Noureddine Morceli   | Algèria      | 2 de juliol de 1993   | Villeneuve-d'Ascq |       |
| 9       | 2:13.89     | Robert Biwott        | Kenya        | 25 d'agost de 2016    | Lausanne          |       |
| 10      | 2:13.9 (ht) | Rick Wohlhuter       | Estats Units | 30 de juliol de 1974  | Oslo              |       |

### Marques femenines
- actualitzat a setembre de 2019.[4]

| Ranking | Marca       | Atleta               | Federació      | Data                   | Lloc                 | Ref.  |
| ------- | ----------- | -------------------- | -------------- | ---------------------- | -------------------- | ----- |
| 1       | 2:28.98     | Svetlana Masterkova  | Rússia         | 23 d'agost de 1996     | Brussel·les          |       |
| 2       | 2:29.34     | Maria Mutola         | Moçambic       | 25 August 1995         | Brussel·les          |       |
| 3       | 2:30.6 (ht) | Tatyana Providokhina | Unió Soviètica | 20 d'agost de 1978     | Podolsk              |       |
| 4       | 2:30.67     | Christine Wachtel    | RDA            | 17 d'agost de 1990     | Berlín               |       |
| 5       | 2:30.70     | Caster Semenya       | Sud-àfrica     | 2 de setembre de 2018  | Berlín               | [ 5 ] |
| 6       | 2:30.85     | Martina Steuk        | RDA            | 9 de jukliol de 1980   | Berlín               |       |
| 7       | 2:31.5 A    | Maricica Puica       | Romania        | 1 de juny de 1986      | Poiana Brasov        |       |
| 8       | 2:31.50     | Natalya Artyomova    | Unió Soviètica | 10 de setembre de 1991 | Berlín               |       |
| 9       | 2:31.51     | Sandra Gasser        | Suïssa         | 13 de setembre de 1989 | Jerez de la Frontera |       |
| 10      | 2:31.6      | Beate Liebich        | RDA            | 9 de juliol de 1980    | Berlín               |       |